# 滝本ゆに
滝本 ゆに（たきもと ゆに、1960年3月30日 - ）は、神奈川県出身の女優。身長163cm。体重43kg。本名は佐々木 幸代。夢工房所属。以前はテアトル・エコー、五月舎に所属していた。夫は映画監督の佐々木浩久。

## 出演

### 映画・Vシネマ
- 新しい風 ～若き日の依田勉三～
- 熱い視線 狙われた部屋
- Abed〜二十歳の恋（水井遥）
- うずまき（神尾キリコ）
- 学校の階段（原田律子）
- 刑事まつり「だじゃれ刑事」
- ケータイ刑事 THE MOVIE バベルの塔の秘密〜銭形姉妹への挑戦状
- 県庁の星（林直美）
- 殺しの哲学（桜庭響子）
- 幸福の鐘
- 極道自衛隊（白河亜希子）
- サムライ
- しあわせになれない悲しい花〜呪いのドライブ〜
- 14歳
- 修羅の代償
- 新生 トイレの花子さん
- 3 on 3
- ソドムの市
- たどんとちくわ
- 血を吸う宇宙（尼僧）
- 血を吸う宇宙 外伝 変身（姉御の手下）
- 発狂する唇（犠牲者の家族）
- 極悪 人間魚雷ブルース（2001年）
- ピカレスク 人間失格
- 人妻処刑人 殺しとSEXと逃避行
- 冬の華
- 褒賞金（坂江愛美）
- 胸に開いた底なしの穴
- 一族の絆（2014年） - バッティングセンター店主の妻
- 絶倫謝肉祭　奥まで突いて！（2017年11月10日、オーピー映画） - 新垣渚の母 役[1]
- 絶倫謝肉祭（2018年、OP PICTURES） - 新垣渚の母 役　※「絶倫謝肉祭～」の一般公開編集版[2]
- 日本統一（2020年） - 国本夫婦
- 日本統一外伝〜山崎一門〜1（2020年） - 国本夫婦

### テレビドラマ
- 悪霊病棟
- ATHENA -アテナ-（ナレーター）
- 仮面ライダーシリーズ
  - 仮面ライダーアギト（2001年） - 花村ベーカリーの客
  - 仮面ライダー鎧武/ガイム（2014年） - インベスに襲われた女性の母
- ウルトラQ dark fantasy（2004年） - 占い師 役 ※滝本ゆいと誤記
- 遺留捜査（2011年） - 西野奈保子
- 相棒（2011年） - 川北誠也の母
- 怨み屋本舗スペシャル2
- 開拓者たち
- 怪談新耳袋 2・5（さちこの母）
- 桂ちづる診察日録
- 神様、もう少しだけ
- ケータイ刑事 銭形シリーズ
  - ケータイ刑事 銭形海 1・3
  - ケータイ刑事 銭形雷 1
  - ケータイ刑事 銭形泪 1・2
  - ケータイ刑事 銭形零 1・2
- クロユリ団地（葉山郁代）
- 警部補 佃次郎8
- 恋する日曜日（藤野今日子）
- コスメの魔法2（2005年） - 伊藤幸子 役
- さそり
- サラリーマン刑事4
- 女医レイカ
- 女子大生会計士の事件簿（堀河淳子）
- シリーズ恐怖夜話
- 新藤兼人が読む・正岡子規の病牀六尺
- 新・細うで繁盛記2
- 水曜ミステリー9 信州あづみ野の名刑事 道原伝吉の捜査行 長崎・雲仙・島原 湯煙地獄
- スタアの恋
- スターライト
- スパイ道・万事順調よ
- 先生道
- ダイヤモンドガール
- 東京少女
- トンスラ
- なぞの転校生（理事長の妻）
- はぐれ刑事純情派10
- 彼岸島
- 昼下がり・社宅奥様探偵団
- ぽっかぽか
- 松本清張スペシャル Dの複合 ※ノンクレジット
- 万引きGメン・二階堂雪9
- 水っぽかったカルピス（阿部雅子 役）
- La cuisine
- ほんとにあった怖い話 「押入れが怖い」（2016年） - 柏木百合子（声のみ） 役
- いだてん〜東京オリムピック噺〜（2019年、NHK大河ドラマ） - 河西まさ代（河西昌枝の母） 役

### バラエティ
- 心ゆさぶれ!先輩ROCK YOU（塚本こなみ）

### 舞台
- サウンド・オブ・ミュージック
- シー・ラブズ・ミー
- スカーレット
- STAND UP
- 調理場
- 天井桟敷の人々
- 野田秀樹の真夏の夜の夢
- ライル

### CM
- ダリア・「サロンドプロ ワンプッシュクリーム」
- 中部電力
- 東京ガス・「乾太くん」
- パイロットコーポレーション（部長）
- P&G・アリエールジェルウォッシュ

KIRIN一番搾り、満島ひかり、母親役

### WEB
- 姉人形
- 最後の願い